# 40 Cal.
Calvin Alan Byrd (sinh ngày 17 tháng 12 năm 1981), được biết đến với nghệ danh 40 Cal, là một rapper người Mỹ. Anh là thành viên của nhóm nhạc hip-hop The Diplomats có trụ sở tại Harlem.
40 Cal xuất hiện lần đầu tiên trong bài hát chủ đề cùng tên, "40 Cal" cho album Dipset Diplomatic Immunity 2. Anh đã tham gia vào các cuộc chiến MC trong chương trình Fight Klub trên kênh MTV2.

## Danh sách đĩa nhạc

### Album phòng thu
| Tiêu đề         | Thông tin album                                                              | Vị trí cao nhất trên bảng xếp hạng | Vị trí cao nhất trên bảng xếp hạng | Vị trí cao nhất trên bảng xếp hạng |
| Tiêu đề         | Thông tin album                                                              | US                                 | US R&B                             | US Rap                             |
| --------------- | ---------------------------------------------------------------------------- | ---------------------------------- | ---------------------------------- | ---------------------------------- |
| Broken Safety   | - Phát hành: 8 tháng 8, 2006 - Nhãn đĩa: Cleopatra Records, Diplomat Records | —                                  | 81                                 | —                                  |
| Broken Safety 2 | - Phát hành: 11 tháng 9, 2007 - Nhãn đĩa: Koch Records, Diplomat Records     | 151                                | 27                                 | 12                                 |
| Mooga           | - Phát hành: 5 tháng 8, 2008 - Nhãn đĩa: Gold Dust Media                     | —                                  | —                                  | —                                  |

### Street LP
- 2006: Trigger Happy
- 2007: Trigger Happy 2
- 2008: The Yellow Tape
- 2008: Leader of the New School

### EP
- 2008: Harlem Shuffle EP
- 2011: Trigga Happy 3 a.k.a. Trigganometry (EP)

### Mixtape
- 2006: 40 to Life
- 2007: 40 to Life Part 2
- 2008: Dip Masters Collection
- 2009: Da Carter After Nino, Like New Jack
- 2011: God's Gift to an iPod
- 2011: Rap Sheet
- 2012: Watch The Chrome
- 2012: Target Practice
- 2012: 2nd Hand Smoke

### Vai khách
| Tiêu đề                    | Năm           | Nghệ sĩ khác                                                                                | Album                                 |                                   |
| -------------------------- | ------------- | ------------------------------------------------------------------------------------------- | ------------------------------------- | --------------------------------- |
| "Family Ties"              | 2004          | Cam'ron, Hell Rell                                                                          | Diplomatic Immunity 2                 |                                   |
| "40 Cal."                  | 2004          | S.A.S.                                                                                      | Diplomatic Immunity 2                 |                                   |
| "I'm in Love With a Thug"  | 2005          | Jim Jones                                                                                   | Harlem: Diary of a Summer             |                                   |
| "Tupac Joint"              | 2005          | Jim Jones, Hussein Fatal                                                                    | Harlem: Diary of a Summer             |                                   |
| "Triple Up"                | 2006          | Cam'ron                                                                                     | Killa Season                          |                                   |
| "Gutta"                    | 2006          | J.R. Writer                                                                                 | Writers Block 3                       |                                   |
| "Code Red"                 | 2006          | Jim Jones, Max B, Stack Bundles                                                             | The Seven Day Theory                  |                                   |
| "Too High"                 | 2006          | Jim Jones, Max B                                                                            | A Dipset X-Mas                        |                                   |
| "The Pit"                  | 2006          | J.R. Writer, Hell Rell                                                                      | Fresh Prince of Harlem Vol. 1         |                                   |
| "Grand Finale"             | 2006          | Hell Rell, J.R. Writer                                                                      | Streets Wanna Know                    |                                   |
| "Getting Money"            | 2006          | J.R. Writer                                                                                 | Dipset: The Movement Moves On         |                                   |
| "Pay Homage"               | 2006          | J.R. Writer                                                                                 | History in the Making                 |                                   |
| "Don't Do It"              | 2007          | JR Writer, Hell Rell                                                                        | Block Work                            |                                   |
| "Business Before Plessure" | 2007          | iLLmacuLate, OnlyOne                                                                        | The Rain Check: Mixtape               |                                   |
| "3 Shots"                  | 2007          | Hell Rell, JR Writer                                                                        | Eat With Me or Eat a Box of Bullets   |                                   |
| "Telling Lies"             | 2007          | Hell Rell                                                                                   | New Gun In Town                       |                                   |
| "Over Drive"               | 2007          | J.R. Writer                                                                                 | Writer's Block 4                      |                                   |
| "Welcome to the Set"       | 2008          | S.A.S.                                                                                      | Where Is S.A.S.?                      |                                   |
| "My kind of Gangsta"       | 2008          | 2008                                                                                        | Milli Millz, Toolez, Prince & HDesign | Eurostreetz Global Tactics Vol. 1 |
| "Swagga Talk"              | 2008          | 2008                                                                                        | Cam'ron, Hell Rell                    | Public Enemy #1                   |
| "Troublemakers"            | Cam'ron, Penz | 2008                                                                                        |                                       | Public Enemy #1                   |
| "Woo Hoo"                  | 2009          | Cam'ron, Byrd Lady                                                                          | Crime Pays                            |                                   |
| "#1 Movement"              | 2009          | Hell Rell                                                                                   | Get In Line or Get Lined Up           |                                   |
| "Young Black & Strapped"   | 2009          | Hell Rell                                                                                   | Get In Line or Get Lined Up           |                                   |
| "Streets Is Gettin' Hot"   | 2009          | Tek, Ali Vegas, Beenie Man, Big Pooh, Chirie Vegas, Doo Wop, Icadon, Mic Geronimo, Stat Quo | I Did It My Way                       |                                   |
| "Not at All"               | 2012          | J.R. Writer                                                                                 | ET: Extra-Terrestrial Musik           |                                   |
| "Money dans le jean"       | 2013          | Dan-D X Ronnie Ron                                                                          | Slowmotion                            |                                   |